# Rosenborg Ballklub 2006
Questa voce raccoglie le informazioni riguardanti il Rosenborg Ballklub nelle competizioni ufficiali della stagione 2006.

## Rosa
| N. |                        | Ruolo | Calciatore             |
| -- | ---------------------- | ----- | ---------------------- |
| 1  | Norvegia (bandiera)    | P     | Espen Johnsen          |
| 2  | Finlandia (bandiera)   | D     | Miika Koppinen         |
| 2  | Norvegia (bandiera)    | C     | Aksel Berget Skjølsvik |
| 5  | Norvegia (bandiera)    | D     | Christer Basma         |
| 6  | Norvegia (bandiera)    | C     | Roar Strand            |
| 7  | Norvegia (bandiera)    | C     | Ørjan Berg             |
| 8  | Stati Uniti (bandiera) | D     | Robbie Russell         |
| 8  | Albania (bandiera)     | C     | Jahmir Hyka            |
| 9  | Norvegia (bandiera)    | A     | Frode Johnsen          |
| 10 | Norvegia (bandiera)    | D     | Vidar Riseth           |
| 11 | Norvegia (bandiera)    | C     | Jan Gunnar Solli       |
| 12 | Canada (bandiera)      | P     | Lars Hirschfeld        |
| 14 | Norvegia (bandiera)    | A     | Steffen Iversen        |
| 15 | Norvegia (bandiera)    | C     | Per Ciljan Skjelbred   |
| 16 | Tunisia (bandiera)     | D     | Karim Essediri         |

| N. |                           | Ruolo | Calciatore            |
| -- | ------------------------- | ----- | --------------------- |
| 17 | Norvegia (bandiera)       | A     | Øyvind Storflor       |
| 19 | Norvegia (bandiera)       | C     | Alexander Tettey      |
| 21 | Norvegia (bandiera)       | D     | Ståle Stensaas        |
| 22 | Norvegia (bandiera)       | A     | Thorstein Helstad     |
| 22 | Norvegia (bandiera)       | D     | Andreas Nordvik       |
| 23 | Norvegia (bandiera)       | A     | Michael Jamtfall      |
| 24 | Burkina Faso (bandiera)   | A     | Yssouf Koné           |
| 25 | Norvegia (bandiera)       | A     | Daniel Braaten        |
| 26 | Norvegia (bandiera)       | D     | Bjørn Tore Kvarme     |
| 27 | Slovacchia (bandiera)     | C     | Marek Sapara          |
| 28 | Norvegia (bandiera)       | P     | Steffen Mathisen      |
| 28 | Norvegia (bandiera)       | P     | Alexander Lund Hansen |
| 33 | Svezia (bandiera)         | D     | Mikael Dorsin         |
| –– | Costa d'Avorio (bandiera) | C     | Abdou Razack Traoré   |

## Risultati

### Campionato

#### Girone di andata
| Arbitro: | Hauge (Bergen) |

|                               |           |                                     |
| Kippe 4’ Occean 15’ Koren 70’ | Marcatori | 20’ Koppinen 82’ Johnsen 85’ Strand |

| Arbitro: | Skjerven (Kaupanger) |

|                                            |           |  |
| Johnsen 49’ Johnsen 66’ Iversen 69’ (rig.) | Marcatori |  |

| Oslo 23 aprile 2006, ore 20:00 CEST 3ª giornata | Vålerenga | 0 – 0 referto | Rosenborg | Ullevaal Stadion (20.703 spett.)\| Arbitro: \| Staberg \| |
| Arbitro:                                        | Staberg   |               |           |                                                           |

| Arbitro: | Øvrebø (Oslo) |

|  |           |                 |
|  | Marcatori | 13’ (rig.) Rudi |

| Arbitro: | Olsen (Kristiansand) |

|              |           |             |
| Nannskog 79’ | Marcatori | 63’ Helstad |

| Arbitro: | Alapnes (Tromsø) |

|                                   |           |             |
| Iversen 9’ Iversen 20’ Tettey 78’ | Marcatori | 50’ Isaksen |

| Arbitro: | Olsen (Kristiansand) |

|            |           |              |
| Strand 15’ | Marcatori | 65’ Storflor |

| Arbitro: | Alapnes (Tromsø) |

|                    |           |                   |
| Iversen 32’ (rig.) | Marcatori | 11’ Hvidén-Watson |

| Arbitro: | Ditlefsen (Kristiansand) |

|            |           |                         |
| Larsen 17’ | Marcatori | 46’ Iversen 59’ Johnsen |

| Arbitro: | Hauge (Bergen) |

|  |           |                                       |
|  | Marcatori | 18’ Haraldsen 52’ Kienast 61’ Kienast |

| Trondheim 5 giugno 2006, ore 20:00 CEST 11ª giornata | Rosenborg     | 0 – 0 referto | Brann | Lerkendal Stadion (19.215 spett.)\| Arbitro: \| Øvrebø (Oslo) \| |
| Arbitro:                                             | Øvrebø (Oslo) |               |       |                                                                  |

| Arbitro: | Skjerven (Kaupanger) |

|          |           |                                     |
| Ijeh 37’ | Marcatori | 12’ Johnsen 38’ Johnsen 48’ Braaten |

| Arbitro: | Sandmoen (Oslo) |

|            |           |  |
| Dorsin 63’ | Marcatori |  |

#### Girone di ritorno
| Arbitro: | Hauge (Bergen) |

|                       |           |          |
| Bärlin 14’ Hæstad 83’ | Marcatori | 90’ Koné |

| Arbitro: | Skjerven (Kaupanger) |

|                                     |           |             |
| Strand 60’ Jamtfall 72’ Iversen 90’ | Marcatori | 84’ Sundgot |

| Arbitro: | Berntsen (Vang) |

|                                   |           |                                   |
| Iversen 19’ Dorsin 40’ Riseth 83’ | Marcatori | 70’ Mathisen 81’ (rig.) Grindheim |

| Arbitro: | Hauge (Bergen) |

|  |           |                      |
|  | Marcatori | 42’ Braaten 90’ Koné |

| Arbitro: | Staberg |

|             |           |  |
| Iversen 81’ | Marcatori |  |

| Arbitro: | Sælen (Bergen) |

|  |           |                                 |
|  | Marcatori | 20’ (rig.) Iversen 90’ Storflor |

| Arbitro: | Øvrebø (Oslo) |

|                         |           |               |
| Iversen 62’ Iversen 90’ | Marcatori | 34’ Rushfeldt |

| Arbitro: | Moen (Haugesund) |

|  |           |                                                 |
|  | Marcatori | 7’ Iversen 56’ Solli 57’ Sapara 88’ (rig.) Koné |

| Arbitro: | Helgerud (Lier) |

|                         |           |           |
| Iversen 48’ Iversen 56’ | Marcatori | 53’ Obasi |

| Arbitro: | Sandmoen |

|                    |           |           |
| Kienast 38’ (rig.) | Marcatori | 54’ Solli |

| Arbitro: | Skjerven (Kaupanger) |

|                     |           |                                     |
| Andresen 49’ (rig.) | Marcatori | 36’ Storflor 67’ Iversen 86’ Sapara |

| Arbitro: | Ditlefsen |

|                                               |           |          |
| Sapara 10’ Iversen 68’ Strand 79’ Braaten 90’ | Marcatori | 18’ Berg |

| Arbitro: | Berntsen (Vang) |

|          |           |            |
| Hoås 78’ | Marcatori | 5’ Iversen |

### Coppa di Norvegia
| Arbitro: | Furuli |

|          |           |                                                                                                  |
| Ruin 82’ | Marcatori | 16’ Skjelbred 27’ Johnsen 35’ Johnsen 38’ Johnsen 50’ Iversen 57’ Solli 66’ Storflor 66’ Russell |

| Arbitro: | Krokdal |

|  |           |                                                                |
|  | Marcatori | 23’ (rig.) Iversen 28’ Storflor 41’ (rig.) Iversen 56’ Iversen |

| Arbitro: | Borgersen |

|                           |           |             |
| Iversen 6’ Skjelbred 114’ | Marcatori | 50’ Berisha |

| Arbitro: | Helgerud (Lier) |

|             |           |  |
| Iversen 86’ | Marcatori |  |

| Arbitro: | Sandmoen |

|              |           |                                    |
| Ødegaard 59’ | Marcatori | 17’ Dorsin 55’ Storflor 60’ Tettey |

| Arbitro: | Berntsen (Vang) |

|                       |           |                                                             |
| Iversen 41’ Solli 56’ | Marcatori | 16’ Tegström 18’ Zanetti 28’ Zanetti 35’ Madsen 61’ Thorsen |